# Miniatura (informàtica)
Les miniatures (en anglès thumbnails) són versions de mida reduïda d’imatges o vídeos que s’utilitzen per ajudar a reconèixer-les i organitzar-les. Tenen el mateix paper per a les imatges que un índex de text normal per a les paraules. A l'era de les imatges digitals, els motors de cerca visuals i els programes d’organització d’imatges normalment utilitzen miniatures, igual que la majoria de sistemes operatius o entorns d’escriptori moderns, com Microsoft Windows, macOS, KDE (Linux) i GNOME (Linux). A les pàgines web, també eviten la necessitat de descarregar fitxers més grans innecessàriament.

## Implementació
Les miniatures s’implementen idealment a les pàgines web com a còpies separades i més petites de la imatge original, en part perquè un propòsit d’una imatge en miniatura en una pàgina web és reduir l’ ample de banda i el temps de descàrrega.
Alguns dissenyadors web produeixen miniatures amb scripts HTML o del costat-client que fan que el navegador de l'usuari redueixi la imatge en lloc d'utilitzar una còpia més petita de la imatge. Això no comporta cap estalvi de ample de banda i la qualitat visual del canvi de mida del navegador sol ser inferior a l’ideal.
La visualització d’una part significativa de la imatge en lloc del marc complet pot permetre l’ús d’una miniatura més petita mantenint la reconeixement. Per exemple, quan es miniatura un retrat de cos sencer d'una persona, pot ser millor mostrar la cara lleugerament reduïda que una figura indistinta. Tanmateix, això pot enganyar l'espectador sobre el contingut de la imatge, de manera que és més adequat per a presentacions artístiques que per a cerques o navegacions per catàlegs.
La miniatura permet obtenir pàgines més petites i més fàcilment visibles i també permet als espectadors controlar exactament el que volen veure.
El 2002, el tribunal del cas nord-americà Kelly v. Arriba Soft Corporation va dictaminar que era un ús just per als motors de cerca d’Internet utilitzar imatges en miniatura per ajudar els usuaris a trobar allò que cerquen.

## Dimensions
Aquests són alguns exemples de les dimensions que utilitzen diferents organismes o empreses
- El programa de digitalització i catalogació de la biblioteca pública de Denver produeix miniatures de 160 píxels en la dimensió llarga.[1]
- Les directrius de la biblioteca digital de Califòrnia per a imatges digitals recomanen 150-200 píxels per a cada dimensió.[2]
- Picture Australia requereix que les miniatures tinguin 150 píxels per a la dimensió llarga.[3]
- Els estàndards internacionals del projecte Dunhuang per a la digitalització i la gestió d’imatges especifiquen una alçada de 96 píxels a 72 ppi.[4]
- YouTube recomana la resolució de 1280 × 720 (amb una amplada mínima de 640 píxels) amb una relació d'aspecte de 16: 9.
- DeviantArt produeix automàticament miniatures de màxim 150 píxels a la dimensió llarga.
- Flickr produeix automàticament miniatures de 240 píxels com a màxim en la dimensió llarga o 75 × 75 píxels més petits. També els aplica una màscara poc nítida .
- Picasa produeix automàticament miniatures que superen els 144 píxels en la dimensió llarga o les miniatures dels àlbums de 160 × 160 píxels.

El terme vinyeta s'utilitza de vegades per descriure una imatge més petita que l'original, però més gran que una miniatura, però que no supera els 250 píxels en la dimensió llarga.